# Sphingomima olivacea
Sphingomima olivacea là một loài bướm đêm trong họ Geometridae.